# Lilltjärnen (Arjeplogs socken, Lappland, 729896-157765)
Lilltjärnen är en sjö i Arjeplogs kommun i Lappland och ingår i Umeälvens huvudavrinningsområde. Lilltjärnen ligger i Laisdalens fjällurskog Natura 2000-område.